# Velvyslanec Spojených států amerických v Japonsku
Velvyslanec Spojených států amerických v Japonsku (anglicky: United States Ambassador to Japan, japonsky: 日本駐在アメリカ合衆国大使, Hepburnův přepis: Nihon Chūzai Amerika Gasshūkoku Taishi) je vedoucí zastupitelské mise se sídlem v Tokiu – velvyslanec Spojených států v Japonsku.

## Historie
Od otevření Japonska, které v roce 1854 zprostředkoval komodor Matthew Calbraith Perry, udržují Spojené státy s tímto císařstvím diplomatické vztahy. Výjimkou se stalo desetileté období následované po útoku na Pearl Harbor roku 1941. V reakci na akt agrese vyhlásil prezident Franklin Delano Roosevelt japonskému císařství válku a do té doby neutrální Spojené státy vstoupily do světového konfliktu. K normalizaci bilaterálních styků došlo podpisem Sanfranciské mírové smlouvy v roce 1951.
Spojené státy v Japonsku zřídily velvyslanectví v Tokiu a generální konzuláty v Ósace, Nagoje, Sapporu, Fukuoce a v okinawské prefektuře se sídlem v Naze.
Od listopadu 2013 do ledna 2017 zastávala velvyslanecký post Caroline Kennedyová, navržená a jmenovaná prezidentem Barackem Obamou.  Prezident Donald Trump do úřadu navrhl diplomata a obchodníka George Edwarda Glasse, kterého Senát USA schválil 8. dubna 2025 poměrem hlasů 66 : 32. Úřadu se ujal předáním pověřovacích listin 18. dubna téhož roku.

## Seznam vedoucích zastupitelské mise
| Ministerský rezident                      | Ministerský rezident                                  | Ministerský rezident                                  |
| Osoba                                     | vstup do úřadu                                        | opuštění úřadu                                        |
| ----------------------------------------- | ----------------------------------------------------- | ----------------------------------------------------- |
| Townsend Harris                           | 5. listopadu 1859                                     | 26. dubna 1862                                        |
| Robert H. Pruyn                           | 17. května 1862                                       | 28. dubna 1865                                        |
| Chauncey Depew                            | pověřen vedením od 15.11.1865; Senát odmítl jmenování | pověřen vedením od 15.11.1865; Senát odmítl jmenování |
| Robert B. Van Valkenburgh                 | 4. května 1867                                        | 11. listopadu 1869                                    |
| Charles E. DeLong                         | 11. listopadu 1869                                    | 9. června 1872                                        |
| Mimořádný vyslanec a zplnomocněný ministr |                                                       |                                                       |
| Charles E. DeLong                         | 9. června 1872                                        | 7. října 1873                                         |
| John Bingham                              | 7. října 1873                                         | 2. července 1885                                      |
| Richard B. Hubbard                        | 2. července 1885                                      | 15. února 1889                                        |
| John Franklin Swift                       | 15. února 1889                                        | 10. března 1891                                       |
| Frank Coombs                              | 13. června 1892                                       | 14. července 1893                                     |
| Edwin Dun                                 | 14. července 1893                                     | 2. července 1897                                      |
| Alfred Buck                               | 3. června 1898                                        | 4. prosince 1902                                      |
| Lloyd Carpenter Griscom                   | 22. června 1903                                       | 19. listopadu 1905                                    |
| Mimořádný a zplnomocněný velvyslanec      |                                                       |                                                       |
| Luke E. Wright                            | 26. května 1906                                       | 13. srpna 1907                                        |
| Thomas J. O'Brien                         | 15. října 1907                                        | 31. srpna 1911                                        |
| Charles Page Bryan                        | 22. listopadu 1911                                    | 1. října 1912                                         |
| Larz Anderson                             | 1. února 1913                                         | 15. března 1913                                       |
| George W. Guthrie                         | 7. srpna 1913                                         | 8. března 1917                                        |
| Roland Morris                             | 30. října 1917                                        | 15. května 1920                                       |
| Charles B. Warren                         | 24. září 1921                                         | 28. ledna 1922                                        |
| Cyrus Woods                               | 21. července 1923                                     | 5. června 1924                                        |
| Edgar Bancroft                            | 19. listopadu 1924                                    | 27. července 1925                                     |
| Charles MacVeagh                          | 9. prosince 1925                                      | 6. prosince 1928                                      |
| William Castle, ml.                       | 24. ledna 1930                                        | 27. května 1930                                       |
| W. Cameron Forbes                         | 15. září 1930                                         | 22. března 1932                                       |
| Joseph Grew                               | 14. června 1932                                       | 8. prosince 1941                                      |
| Robert D. Murphy                          | 9. května 1952                                        | 28. dubna 1953                                        |
| John M. Allison                           | 28. května 1953                                       | 2. února 1957                                         |
| Douglas MacArthur II                      | 25. února 1957                                        | 12. března 1961                                       |
| Edwin O. Reischauer                       | 27. dubna 1961                                        | 19. srpna 1966                                        |
| U. Alexis Johnson                         | 8. listopadu 1966                                     | 15. ledna 1969                                        |
| Armin H. Meyer                            | 3. července 1969                                      | 27. března 1972                                       |
| Robert Stephen Ingersoll                  | 12. dubna 1972                                        | 8. listopadu 1973                                     |
| James D. Hodgson                          | 19. července 1974                                     | 2. února 1977                                         |
| Mike Mansfield                            | 10. června 1977                                       | 22. prosince 1988                                     |
| Michael Armacost                          | 15. května 1989                                       | 19. července 1993                                     |
| Walter Mondale                            | 21. září 1993                                         | 15. prosince 1996                                     |
| Tom Foley                                 | 19. listopadu 1997                                    | 1. dubna 2001                                         |
| Howard Baker                              | 5. července 2001                                      | 17. února 2005                                        |
| Tom Schieffer                             | 11. dubna 2005                                        | 20. ledna 2009                                        |
| John Roos                                 | 20. srpna 2009                                        | 12. srpna 2013                                        |
| Caroline Kennedyová                       | 12. listopadu 2013                                    | 18. ledna 2017                                        |
| William F. Hagerty                        | 27. července 2017                                     | 22. července 2019                                     |
| Rahm Emanuel                              | 1. února 2022                                         | 15. ledna 2025                                        |
| George Edward Glass                       | 18. dubna 2025                                        | úřadující                                             |